# Calcutta (Tananai)
Calcutta è un singolo del cantante italiano Tananai, pubblicato il 26 settembre 2019.

## Descrizione
Il brano è scritto, composto e prodotto dallo stesso cantautore.

## Video musicale
Il video musicale, diretto da Olmo Parenti, è stato pubblicato il 5 ottobre 2019 attraverso il canale YouTube del cantautore e ha avuto un cameo dell'ex calciatore argentino Esteban Cambiasso.

## Tracce
Testi e musiche di Alberto Cotta Ramusino.
1. Calcutta – 3:30